# Ueß (beek)
De Ueß (ook Ueßbach of Üßbach) is een beek die door de Eifel stroomt, vanaf Mosbruch tot Alf bij Cochem.